# Флемминг, Фёдор Карлович
Фёдор (Фридрих) Карлович Флемминг (6 января 1812, посёлок Ижевский завод Вятской губернии — 20 декабря 1894, Санкт-Петербург) — русский фармацевт, владелец одной из крупнейших аптек гомеопатических препаратов и пропагандист гомеопатии как альтернативной медицины в Российской империи.
Будучи подростком, поступил учеником в аптеку Бахмана в Казани для освоения аптечного дела. В 1835 году он уехал в Германию совершенствоваться в фармации. В Юттербоке он познакомился с ближайшим сотрудником Самюэля Ганемана, доктором Рудольфом Германном Гроссом, который вылечил его от болезни, не поддающейся лечению классической медициной, и познакомил его с технологией приготовления гомеопатических препаратов.
В Лейпциге он сблизился с врачом-гомеопатом и ветеринарным врачом Люксом, который научил его приготовлению изопатических средств, классической медициной, то есть средств, которые в здоровом организме под нормальными обстоятельствами вызывает болезнь или симптомы, от которых страдает пациент.
В 1836 году Ф. К. Флемминг вернулся в Санкт‑Петербург, где служил в течение 8 лет в разных аптеках. В 1844 году взял в аренду Центральную гомеопатическую аптеку, которая в 1869 году стала его собственностью. В течение 48 лет он управлял центральной гомеопатической аптекой, которая была известна во всех губерниях Российской империи, а число иногородних клиентов достигло 5 тысяч.
Со своей аптекой Флемминг стал важным центром встреч врачей-гомеопатов в Санкт-Петербурге и — помимо с Л. Е. Бразолем — одним из организаторов Санкт‑Петербургского общества врачей‑гомеопатов, которое официально образовалось в 1870 году и открыло в Санкт-Петербурге «лечебницу для приходящих». Флемминг остался важным фактором в обществе, с которым сформировал симбиозис. С одной стороне, благодаря его инициативе и финансовой поддержке издавались первые гомеопатические журналы в России: «Журнал по гомеопатическому лечению» (1861—1865), «Журнал Санкт-Петербургского общества врачей-гомеопатов» (1872—1876), «Гомеопатический вестник» (1883—1890) и «Врач-гомеопат» (1891 г. — до 1892 г., когда передал и аптеку и редакторство журнала своему сыну Анатолию Фёдоровичу Флеммингу). Центральной гомеопатической аптекой помимо с журналами издавались более 50 книг и руководств по гомеопатии, включая таких, которые отдавались бесплатно покупателям проданных им домашних или путешественных аптечек с набором тех гомеопатических лекарств, которые были рекомендованы в определенных лечебниках. Так, например, для «Народного лечебника» В. В. Дерикера аптечка состояла из 30 лекарств и рассылалась вместе с лечебником.
Издал в 1891 году в Санкт-Петербурге первую гомеопатическую фармакопею на русском языке, составленную Е. Э. Фохтом. Помимо пожертвованиям в поддержку издания журналов, Флемминг тратил огромные средства на бесплатный отпуск гомеопатических лекарств бедным больным.
Ф. К. Флемминг являлся одним из первых провизоров‑гомеопатов, которые в значительной степени способствовали устройству в России гомеопатических аптек. Многие его ученики становились содержателями гомеопатических аптек в других городах. Флемминг был неутомимым деятелем по распространению и утверждению гомеопатического учения в России. Он тоже был почетным членом Санкт-Петербургского общества врачей-гомеопатов и других гомеопатических обществ России. Надворный советник. Награждён орденом Святого Станислава 3 степени. Умер 20.12.1894 г. в г. Санкт-Петербурге.
По сей день существует гомеопатический крем под названием «Флеминга мазь», который был составлен его сыном, с показанием против наружного геморроя, аллергического дерматита и вазомоторного ринита.